# Aeroportul Yongai
Aeroportul Yongai (IATA: KGH) este un aeroport din Provincia Centrală, Papua Noua Guinee.
aeroportul dispune de o singură pistă.